# Susteren
Susteren è una località olandese situata nel comune di Echt-Susteren, nella provincia del Limburgo.